# Pokémon Ranger: Guardian Signs
Pokémon Ranger: Guardian Signs (ポケモンレンジャー 光の軌跡, Pocket Monsters Renjā Hikari no Kiseki, "Pokémon Ranger: Tracks of Light") é um jogo eletrônico de RPG de ação desenvolvida por Creatures Inc., publicador por The Pokémon Company e distribuida por Nintendo para Nintendo DS. Este é a sequela de Pokémon Ranger e Pokémon Ranger: Shadows of Almia e é a terceira parcela de sua série. Foi lançado no Japão em 6 de março de 2010, na América do Norte em 4 de outubro de 2010 e na Europa em 5 de novembro de 2010. Foi lançado no Wii U Virtual Console europeu em 9 de junho de 2016. A jogabilidade gira em torno da captura de Pokémon com o Capture Styler desenhando círculos ao redor deles. O jogo recebeu críticas mistas ou medianas, com Metacritic e GameRankings dando-lhe 69%.

## Jogabilidade
Pokémon Ranger: Guardian Signs é um jogo de RPG de ação em que a jogabilidade gira em torno da captura de Pokémon com o Capture Styler, desenhando círculos ao redor deles. Se o Pokémon romper os círculos desenhados usando ataques contra eles, a saúde do estilista diminui e fica sem energia. Quando a energia chega a 0, o estilizador é interrompido e o jogo recomeça a partir do último ponto de salvamento. No entanto, se, por exemplo, o Pokémon passar pela linha do estilista sem usar um ataque, a linha do estilista se quebrará, mas o estilizador não sofrerá danos. Capturar Pokémon e completar missões aumenta o XP, o que pode levar a atualizações de estilo, como atualização de energia e atualização de energia. Depois de um certo ponto, o modelador pode ser carregado para ser mais eficaz. Um dos novos recursos permite que você chame seu Pokémon para suporte e ajuda nas capturas. O jogador pode usar "Sinais de Guardião" (também chamados de "Sinais de Ranger" ou "Emblemas" desenhando certos símbolos, para invocar Pokémon Lendários como Entei, Raikou e Suicune e usá-los fora da batalha. Outros recursos incluem jogo cooperativo para quatro jogadores com missões únicas. O jogo também inclui downloads de missão Wi-Fi, um dos quais dá acesso ao Deoxys, que pode ser movido para outros jogos Pokémon do DS.

## Sinopse
O jogo se passa na região da ilha de Oblivia. O jogador, e um amigo e companheiro Ranger, Ben (Summer, se o jogador for homem), estão voando em Staraptors nas nuvens, perseguindo Pokémon Pinchers atrás de Latias (Latios para jogadores masculinos). O jogador permite que Latios/Latias escape distraindo os Pinchers. No entanto, quando o líder do esquadrão, Red Eyes, chega, o parceiro do jogador provoca Red Eyes. Ele responde disparando uma arma de plasma. O jogador avança e protege seu parceiro do golpe, e é enviado ao mar abaixo, onde o jogador perde e eventualmente recupera seu estilizador. (O parceiro do jogador é então sequestrado.) O jogador lava em uma praia–nas margens da Ilha Dolce. O jogador encontra um Pichu com um ukulele, que é conhecido em todo o jogo como o Ukulele Pichu. Este Pichu se torna o Pokémon parceiro deste jogo. Ele se juntará ao jogador como seu parceiro Pokémon, depois que ele consertar seu ukulele quebrado. Como um Pokémon Ranger recém-recrutado, o jogador iria em várias missões e encontraria amigos, inimigos e rivais, sem mencionar hordas de Pokémon. O novo inimigo, os Pokémon Pinchers, está controlando os Pokémon e usando-os a seu favor. Com companheiros Pokémon recém-encontrados ao seu lado, o jogador começa sua jornada para acabar com os Pokémon Pinchers e restaurar a paz em Oblivia.

## Desenvolvimento
Pokémon Ranger: Guardian Signs foi desenvolvido pela Creatures Inc. para o Nintendo DS. Foi revelado pela primeira vez em 13 de janeiro de 2010 pelo CoroCoro Comic do Japão, que tinha os primeiros detalhes sobre os jogos. Em 15 de janeiro, a Nintendo Japão fez um anúncio oficial do jogo, e forneceu screenshots e arte. Foi lançado no Japão em 6 de março de 2010, na América do Norte em 4 de outubro de 2010 e na Europa em 5 de novembro de 2010.